# 自歓喜経
『自歓喜経』（じかんぎきょう、巴: Sampasādanīya-sutta, サンパサーダニーヤ・スッタ）とは、パーリ仏典経蔵長部の第28経。『歓喜経』（かんぎきょう）とも。
類似内容の伝統漢訳経典としては、『長阿含経』（大正蔵1）の第18経「自歓喜経」や、『信仏功徳経』（大正蔵18）等がある。
経名は、経の末尾で、釈迦とサーリプッタのやり取りを聞いていたウダーイが、歓喜することに因む。

## 構成

### 登場人物
- 釈迦
- サーリプッタ（舎利佛・舎利子） --- 仏弟子の一人。十大弟子の一人。
- ウダーイ（優陀夷） --- 仏弟子の一人。

### 場面設定
ある時釈迦はナーランダにある豪商パーヴァーリカのマンゴー園に滞在していた。
サーリプッタがそこに合流し、過去・現在・未来において釈迦に勝る者無しと、釈迦を賞賛する。釈迦は過去・現在・未来の覚者を知らないのに、なぜそのような尊大な言葉遣いができるのか問う。
サーリプッタはそれに応え、過去・現在・未来のいつであろうと、煩悩を滅尽して覚者となるためには、七科三十七道品を修める以外に道は無く、その仏法に通じ、説いた釈迦こそが最も優れた者であること、そして、七科三十七道品の内容である四念処、四正断、五根、五力、七覚支、八正道、四如意足、続いて五蓋、六根・六境、四出生、四読心、四観察、七聖者、四進展、四正語、三正命、四向四果、三根拠、二神通などを説いた。
それを聞いて釈迦は、サーリプッタが尊大な言葉遣いをしたのは、慢心によるものではなく、法に拠るものだったことを認める。2人のやり取りを傍らで聞いていたウダーイは歓喜する。

## 日本語訳
- 『南伝大蔵経・経蔵・長部経典3』（第8巻） 大蔵出版
- 『パーリ仏典 長部（ディーガニカーヤ） パーティカ篇I』 片山一良訳 大蔵出版
- 『原始仏典 長部経典3』 中村元監修 春秋社